# 准格尔召
准格尔召，藏语名“葛丹石达力布大尔展林”，汉文名原为“秘宝寺”，后为“宝堂寺”，位于鄂尔多斯市准格尔旗西南部，是一座藏传佛教格鲁派寺院。
该寺俗称沙日召、公额日格庙、贝子召，近代又称西召、准格尔召。是准格尔旗最大的召庙，也是鄂尔多斯最知名召庙之一。

## 历史
准格尔召始建于1623年（明朝天启三年）。据传说，成吉思汗第十九代孙、准格尔部执政官东日布台吉看见准格尔旗西南部的乌立吉图山前，山清水秀，林密花艳，草场肥美，东西八道小溪汇集至此，乃“一切吉祥和智慧都汇集于此”。故他决定在此兴建佛寺，筹到5万两银子，兴建了准格尔召。后来，清朝康熙、乾隆年间先后扩建，形成了这座大型寺庙。
据《白银镜鉴——准格尔召庙志》记载，准格尔部主“道尔吉岱庆”（又译“道吉岱青”，成吉思汗第十九代孙）之子“明盖青岱庆”（又译“明安岱青”、“明盖岱青”，为准格尔旗首任扎萨克色楞之祖父，成吉思汗第二十世孙）以及台吉东日布（又译“洪台吉杜若布”）带头捐资，牧民献纳，共得5万两白银，于1622年（癸亥年）开工兴建准格尔召。指导建设者为西藏开比日空寺的沙鲁法师，建设准格尔召的匠人是神木县人，1623年经堂佛殿告成。
1623年，台吉东日布开始兴建准格尔召的苏克沁独宫，历经3年完工。该建筑为汉式二层楼阁，面阔及进深均为九间，共81间，有42根立柱，殿上覆黄绿相间的瓷瓦顶盖。后来，台吉东日布又在苏克沁独宫西侧增建迈达里庙，在苏克沁独宫东侧增建巴达玛桑布（莲花生）庙，在苏克沁独宫前面增建四大天王殿、钟鼓楼、大经堂。明朝天启三年四月，明盖青岱庆用生铁五百斤铸造了一口中式大钟，挂在钟楼。明熹宗赐寺名“秘宝寺”（蒙古语“尼古察额尔德尼·苏莫”）。后来，台吉东日布的后代以及准格尔召的喇嘛继续扩建该寺。清朝康熙年间，赐寺名“宝堂寺”（蒙古语“额尔德尼·布日社森·苏莫”）。乾隆元年（1736年），被确定为度牒寺院，编制度牒喇嘛40名。
《白银镜鉴——准格尔召庙志》记载，癸酉年（1633年），蒙古林丹汗西退进入“秘宝寺”。据说，1741年（辛酉年），六世达赖曾瞻仰庙容，并派贡楚克朝尼玛为第一任住持。同年，开始举办“雅尼会”，成为常规。
1748年（乾隆十三年，戊辰年），准格尔旗色代台吉等人派员赴西藏，请达赖派高僧主持该寺。达赖乃派自幼在西藏拉萨学习经典的喀尔喀蒙古喇嘛席勒图额尔德尼（又称“罗卜藏朝发来”）出任准格尔召的第二任住持，即准格尔召第一世葛根。他携带来一部《甘珠尔》和《丹珠尔》，这是准格尔召历史上收藏的第一部《甘珠尔》和《丹珠尔》。同年，创办却伊拉扎仓（即教理学院）。
1750年（乾隆十五年），准格尔旗贝勒那木吉勒道尔吉以500两白银，在北京铸成镀金曼珠希礼（文殊菩萨）像，供奉在苏克沁独宫。同年，兴建了却伊拉独宫（却伊拉扎仓所在殿堂）。1751年（乾隆十六年），兴建了丁科尔独宫（丁科尔扎仓所在殿堂）。1763年（乾隆二十八年），兴建了葛根宫。1772年（乾隆三十七年），兴建了葛根陵殿。1819年（嘉庆二十四年），旗主额尔德尼桑与庙主共同兴建了卓德巴独宫（卓德巴扎仓所在殿堂）。道光年间，兴建了曼巴独宫（曼巴扎仓所在殿堂）。清朝同治年间，扎那格尔迪重建大常署、二常署、诺彦商、佛爷商、五道庙、四大天王庙。经堂、佛殿为琉璃兽脊顶，庙宇增至30余处，僧房600多间，常住喇嘛将近2000人，准格尔召达到鼎盛时期。1920年，东协理那森达赖及其子奇子俊捐款3万两白银重修准格尔召。
至此，准格尔召已形成大规模寺庙建筑群。准格尔召以苏克沁独宫为中心，共有34座殿堂，4个扎仓，8个庙仓，2处葛根宫，1座札萨克行宫，300多间喇嘛房舍。
中央最大的一座建筑为苏克沁独宫，位于整个召庙建筑群的核心，用来藏经及举行全召大型集会。准格尔召内设学院分四大部：丁科尔扎仓为时轮学部，专授数学、天文、地理、占卜、历学；却伊拉扎仓为宗教哲学部，讲授教义，也是喇嘛演说及辩论之所；曼巴扎仓为医学部，为传授医学、培养藏医医务人员的地方；卓德巴扎仓为教义学部，专授藏传佛教教义、教规、教史。
1941年，准格尔召有喇嘛820人。1955年，有喇嘛100人。清朝至中华民国时，准格尔召有召地52000亩。文化大革命中，准格尔召的建筑及佛像受到严重破坏，仅存大经堂、释迦牟尼殿、弥勒佛殿、莲花生殿、舍俐庙、经学院、明王殿、五大神殿、王爷府邸、活佛府邸等十多处建筑。1980年后，为落实宗教政策，政府拨款重点修复了大经堂、释迦牟尼殿、弥勒佛殿、莲花生殿，该召庙重新成为准格尔旗宗教活动场所。
2000年，准格尔召开始翻修。2006年8月1日，准格尔召一期修复工程竣工、开光庆典活动在准格尔召举行。一期修复工程对现存召庙的内部及外部进行了修复，并且恢复了大独宫、千佛殿等处的佛像、唐卡、挂毯等陈设，2004年重建了白塔。同时，为缅怀活佛赵祝千为准格尔召的贡献，特制作高1.6米的纯银舍利塔，并在庆典现场举行安放仪式。庆典仪式上，内蒙古自治区知名演员武利平为观众表演了文艺节目，同时还举行了宗教活动“跳札玛”。 
1985年，准格尔召被列为内蒙古自治区文物保护单位。2013年，被列为第七批全国重点文物保护单位。
1990年代起，祝千·洛藏久美丹贝嘉措活佛（赵祝千，当地人尊称“赵旨爷”）领导该寺的恢复和发展。他居住在准格尔召后的一座名为“佛爷商”的院落内，领导十几个喇嘛。2003年其圆寂后，准格尔召由喇嘛阿旺席热负责管理，2003年阿旺席热被聘为准格尔召管理委员会主任兼住持。

## 法事
准格尔召是内蒙古西部的大寺院之一。每年举办许多法会及佛事。每年农历正月、四月、七月均举办大型宗教节日集会，各地香客及商贾云集，每次有数万蒙古族、汉族等各族民众参加，是鄂尔多斯地区经济及文化交流重镇。
准格尔召每年农历四月十三日举办诵经嘛呢会，农历七月初七日举办雅尼会。要跳传统的查玛舞（跳鬼），还请古录顿巴（神官）。

## 管理
旧时，准格尔召除设有一般的宗教组织外，还设立“组格兑”（即寺庙委员会），由大喇嘛、朝里格斯贵、梭格庆哥斯贵、长斯德（即佛爷商总管）、大德木齐五人组成，负责准格尔召及其所属弟子召的宗教、行政、财务。执事喇嘛之名号有：
- 葛根：俗称活佛，地位高于一般寺庙的呼必勒罕（此处指没有封号的一般活佛）。他不在组格兑之内，但享有至高无上的权力，受到众喇嘛膜拜。
- 锡连大喇嘛：年事已高的退位大喇嘛。
- 大喇嘛：喇嘛之首。准格尔召有管印信、经教的管事大喇嘛、索格庆大喇嘛、热桑大喇嘛、达尔计成大喇嘛，以及管授戒的都禄大喇嘛4人。
- 大德木齐：负责内务。
- 格斯贵：俗称僧官，监理诵经者。准格尔召在索格庆、朝立热桑、州德巴热桑各设一人当格斯贵。
- 温斯德：俗称经头儿。诵经之首座。精通经文，并善于记诵。
- 昂木布：财务出纳员。
- 小德木齐：内务助理员。
- 小温斯德：温斯德的助手。
- 尼尔罢：负责管理财产。
- 果尼尔：负责掌管锁钥、香火供具。
- 巧艺布：炊事员。
- 普通僧徒：有不同的称谓。刚出家拜师学经者，称“板定”。受戒称“喇嘛”。喇嘛学经10年肄业，称“格不什”，在召庙内可任末职。20年肄业成绩突出者称“兰真巴”。精通梵文，可以译佛经、念咒语者称“嘎库凌巴”。通晓经、律、论者称“巧尔吉”。掌受戒之权的喇嘛为“堪布”。
- 召庙的属民：喇嘛称之为“黑人”，又称“保丹尔”，地位与奴役阿拉巴图相同。[2]

## 属庙（弟子召）
准格尔召是准格尔旗的旗庙。中华民国时期，领属准格尔旗境内18座属庙（又称弟子召）。主要属庙有：
- 石窑庙：又名财家寺，位于纳日松镇常青村。清朝有喇嘛30人，1941年有喇嘛9人，1955年有喇嘛19人。清朝至民国有召地1000亩。“文化大革命”时被毁。
- 神山庙：又名拉拜山庙，位于沙圪堵镇乌素沟村。清朝有喇嘛3人，1941年仍有喇嘛3人，有召地200亩。1958年被拆毁。
- 什巴台召：位于纳日松镇什巴尔台村。清朝有喇嘛100人，1941年有喇嘛90人，1955年有喇嘛4人。清朝至民国有召地8000亩。1958年被拆毁。
- 佛爷召：又名补音恒图寺，位于沙圪堵镇双山梁村。清朝有喇嘛30人，1941年有喇嘛9人，1955年有喇嘛19人。清朝至民国有召地1000亩。“文化大革命”时被毁。
- 庆达目庙：俗称庆达王庙，位于沙圪堵镇乌拉素村。清朝有喇嘛10人，1941年仍有喇嘛10人。清朝至民国有召地90亩。“文化大革命”时被毁。
- 孙二家庙：又名巴音胡图木庙，位于沙圪堵镇孙二家庙村。清朝及1941年喇嘛均为10人，有召地800亩。“文化大革命”时被毁。
- 哈页尔乌素庙：位于龙口镇庙沟村。清朝有喇嘛10人，1941年有喇嘛7人，有召地500亩。1959年被拆毁。
- 乌巴什诺彦召：位于薛家湾镇柳树湾村。清朝及1941年喇嘛均为3人，有召地200亩。1958年被拆毁。
- 瓦怪庙：位于纳日松镇点灯湾村。清朝及1941年喇嘛均为20人，1955年有喇嘛7人，有召地1800亩。“文化大革命”时被毁。
- 察汗固少召：又名喇嘛洞，位于薛家湾镇城坡村。清朝有喇嘛30人，1936年被挺进军毁灭。
- 鄂托其庙：位于薛家湾镇柳树湾村。清朝有喇嘛10人，1941年有喇嘛6人，1955年有喇嘛4人。清朝至民国有召地300亩。1958年拆毁。[2]